# Pijawka końska
Pijawka końska, pijawka wielożerna (Haemopis sanguisuga) – gatunek pijawki z rodziny Haemopidae. Występuje w Europie, środkowej i zachodniej Azji oraz w północnej Afryce. Jest największą pijawką żyjącą w Polsce. Na terenach nizinnych kraju jest gatunkiem pospolitym, występuje również w zbiornikach wodnych na wyżynach i w górach. Wbrew nazwie nie pasożytuje, jest drapieżna, żywi się skąposzczetami, drobnymi mięczakami i larwami owadów. Osiąga długość 6–10 cm. Występuje pospolicie w stojących i wolno płynących wodach słodkich.

## Budowa
Grzbiet może mieć kolor od szarego po prawie czarny, spód ciała jest jaśniejszy (żółtoszary). Ciało jest miękkie, zwężające się na końcach, w przekroju ma kształt mniej więcej elipsoidalny. Pokryte jest oskórkiem z wyraźnie widocznymi pierścieniami. Pierścienie nie są równoważne z wewnętrznym podziałem na somity (na każdy somit przypada kilka-kilkanaście pierścieni zewnętrznych). Na obu końcach ciała znajdują się przyssawki. Przednia przyssawka otacza otwór gębowy, stąd jej nazwa: okołoustna. Wzdłuż boków przedniej części ciała znajduje się 5 par oczu. Otwór odbytowy położony jest na grzbiecie, w tylnej części ciała. 

## Biotop
Pijawka końska występuje w wodach stojących i wolno płynących. Okresowo może przebywać na lądzie, na wilgotnym podłożu w pobliżu wody. Zimę spędza zagrzebana w osadach dennych. 

## Rozmnażanie
Wszystkie gatunki pijawek są obojnakami. Pijawka końska składa kokony jajowe na wilgotnej ziemi, np. na brzegach zbiorników wodnych. Dorosłe nie opiekują się jajami. Młode opuszczają kokon po upływie miesiąca. Od razu są zdolne do samodzielnego zdobywania pokarmu. Są ubarwione tak jak dorosłe osobniki.

## Pożywienie
Pijawki końskie, wbrew swej popularnej nazwie, nie pasożytują na ssakach, gdyż są drapieżnikami. Polują na larwy owadów, ślimaki, skorupiaki, skąposzczety, kijanki, małe rybki oraz na inne pijawki. Zdobycz jest połykana w całości albo wysysana. Pijawka ta, jak i wszystkie inne, jest wytrzymała na głód – może obyć się bez jedzenia nawet przez 7 miesięcy.